# 目 (国司)
目（さかん、そうかん）とは、日本の律令制下の四等官制において、国司の第四等官（中央政府における「主典」に相当する）を指す。
中世以後、職人・芸人に宮中・宮家から名誉称号として授けられるようになった。

## 国司の官名
国司の四等官は、守（かみ）・介（すけ）・掾（じょう）・目（さかん）という文字を用いた。目は主に官事の記録及び公文の草案作成等を掌った。
大宝令・養老令に定められた規則では、国の規模（国力）によって国司の制度が異なっており、中国や下国では介や掾が省かれたが、目は設置された。逆に、最も高い位置づけの大国には大目・少目が設置された。
ただし実際の運用上は人員の増減があり、規則上は目が配置される上国に大目と少目が置かれることもあった（国司#国等級区分参照）。

## 職人・芸人の名誉称号
律令国司における目（大国では大目・少目）が転じて、後世、朝廷から、出入の商人や刀匠、浄瑠璃の芸人などに対して、その技芸を顕彰する意味で下賜されるようになった（これは、掾など他の国司の官名についても同様である）。目の称号を授けられることを「受領する」という。

### 浄瑠璃
浄瑠璃太夫に対する有名な事例としては、寛文3年（1663年）に正六位下越後目（えちごのさかん）を受領した藤原貞勝（のちの都万大夫）や、従六位下佐渡目（さどのさかん）を受領した佐渡雅好（のちの佐渡嶋正吉）が挙げられる。